# Ophiomusium australe
Ophiomusium australe är en ormstjärneart som beskrevs av Hubert Lyman Clark 1928. Ophiomusium australe ingår i släktet Ophiomusium och familjen Ophiolepididae. Inga underarter finns listade i Catalogue of Life.